# Plevník-Drienové
Plevník-Drienové (Hongaars: Pelyvássomfalu) is een Slowaakse gemeente in de regio Trenčín, en maakt deel uit van het district Považská Bystrica.
Plevník-Drienové telt 1.608 inwoners.